# Acholla tabida
Acholla tabida är en insektsart som först beskrevs av Carl Stål 1862.  Acholla tabida ingår i släktet Acholla och familjen rovskinnbaggar. Inga underarter finns listade i Catalogue of Life.